# TT306
TT306 (Theban Tomb 306) è la sigla che identifica una delle Tombe dei Nobili ubicate nell'area della cosiddetta Necropoli Tebana, sulla sponda occidentale del Nilo dinanzi alla città di Luxor, in Egitto. Destinata a sepolture di nobili e funzionari connessi alle case regnanti, specie del Nuovo Regno, l'area venne sfruttata, come necropoli, fin dall'Antico Regno e, successivamente, sino al periodo Saitico (con la XXVI dinastia) e Tolemaico.

## Titolare
TT306 era la tomba di:
| Titolare                                  | Titolo                                   | Necropoli       | Dinastia/Periodo | Note |
| ----------------------------------------- | ---------------------------------------- | --------------- | ---------------- | ---- |
| Irdjanen (trascritto anche come Irdzanen) | Apritore delle porte nel dominio di Amon | Dra Abu el-Naga | XIX-XXI dinastia |      |

## Biografia
Uniche notizie biografiche ricavabili, il nome della moglie Mutenopet, e quello di due figli, Nekht-hererau e Pathenfy

## La tomba
TT306 si presenta planimetricamente secondo lo schema a "T" rovesciata tipica delle sepolture del periodo. Un breve corridoio, sulle cui pareti (1 in planimetria) sono rappresentati il defunto e la moglie, e il defunto inginocchiato in adorazione di una divinità dall'aspetto di serpente, immette in una sala trasversale. Sulle pareti: su tre registri sovrapposti (2 -3-4) il defunto e la moglie, alcuni ba e le Anime di Pe e Nekhen, in adorazione di Maat (?) e Ra-Horakhti; in cinque scene, il defunto e la moglie, la presentazione alla dea Hathor a cura di Anubi, l'adorazione di Maat, la Confessione Negativa e la Pesatura del Cuore; il defunto presentato da Thot e Horus a Osiride; il defunto offre libagioni al re Amenhotep I e alla regina Ahmose Nefertari e, in due scene, il figlio Nekht-hererau che offre libagioni e essenze profumate al defunto e alla madre. Su altra parete (5), in tre registri, il figlio Nekht-hererau e sua moglie adorano due file di sette cartigli recanti i nomi di re e regine  e il defunto che offre libagioni ad un Pilastro Djed posto sotto un padiglione; in due scene, il figlio Nekht-hererau, con un suo seguito, lascia la tomba in presenza di tre divinità femminili rappresentate come alberi. sul lato corto adiacente (6), su due registri, testi tratti dal Libro delle Porte e scene del pellegrinaggio ad Abido; poco oltre (7), in due registri, il defunto, la moglie, il figlio e un prete; il defunto presentato a Osiride, rappresentato dal suo simbolo posto sotto un padiglione, da Horus, mentre la moglie viene presentata da Anubi.
Un breve corridoio immette in una camera di forma quasi quadrata; sulle pareti: brani tratti dal Libro dei Morti (8), prefiche e preti che trainano la mummia su una slitta. Su altra parete (9) il defunto e la moglie in adorazione; poco oltre, in una nicchia (10) una stele presenta, in alto, una barca sacra adorata da alcuni ba; nella parte centrale e bassa il defunto in adorazione e testi sacri. Sul fondo della sala una seconda nicchia e un'altra stele (11) in cui il figlio Nekht-hererau, in veste di prete, offre libagioni al defunto mentre il figlio Pathenfy, anch'egli come prete, offre libagioni alla madre; di lato una prefica e Anubi che trasporta la mummia in presenza di una figlia del defunto (di cui non è indicato il nome) che offre libagioni.

### Annotazioni
1. ↑  La numerazione dei locali e delle pareti segue quella di Porter e Moss 1927, p. 382.
2. ↑  La prima numerazione delle tombe, dalla numero 1 alla 252, risale al 1913 con l'edizione del "Topographical Catalogue of the Private Tombs of Thebes" di Alan Gardiner e Arthur Weigall. Le tombe erano numerate in ordine di scoperta e non geografico; ugualmente in ordine cronologico di scoperta sono le tombe dalla 253 in poi.
3. ↑  I campi della Duat, ovvero l'aldilà egizio, si trovavano, secondo le credenze, proprio sulla riva occidentale del grande fiume.
4. ↑  Nella sua epoca di utilizzo, l'area era nota come "Quella di fronte al suo Signore" (con riferimento alla riva orientale, dove si trovavano le strutture dei Palazzi di residenza dei re e i templi dei principali dei) o, più semplicemente, "Occidente di Tebe".
5. ↑  le Tombe dei Nobili, benché raggruppate in un'unica area, sono di fatto distribuite su più necropoli distinte.
6. ↑  Le note, sovente di inquadramento topografico della tomba, sono tratte, fino alla TT252, dal "Topographical Catalogue" di Gardiner e Weigall, ed. 1913 e fanno perciò riferimento alla situazione dell'epoca.
7. ↑  La regina Ahmose Nefertari; Seqenenra Ta'o; Amenhotep I; Ahmose I; Tutankhamon (?); la regina Tamer; la regina (?); la regina Nebbtaui; Sesostri I; la regina Ahmosi; Kamose; la regina Sentsonb; due cartigli illeggibili.

### Fonti
1. ↑  Gardiner e Weigall 1913.
2. ↑  Donadoni 1999,  p. 115.
3. ↑  Porter e Moss 1927, p. 384.
4. ↑  Porter e Moss 1927,  p. 384.
5. ↑  Porter e Moss 1927,  pp. 384-385.